# Leopoldius valvatus
Leopoldius valvatus är en tvåvingeart som först beskrevs av Krober 1914.  Leopoldius valvatus ingår i släktet Leopoldius och familjen stekelflugor. Inga underarter finns listade i Catalogue of Life.